# Fair use
Il fair use (in italiano, uso o utilizzo leale, equo o corretto) è una disposizione legislativa dell'ordinamento giuridico degli Stati Uniti d'America che regolamenta, sotto alcune condizioni, la facoltà di utilizzare materiale protetto da diritti d'autore per scopi d'informazione, critica o insegnamento, senza chiedere l'autorizzazione scritta a chi detiene i diritti.
Istituti simili sono tuttavia previsti anche da altre legislazioni statali a livello mondiale.

## Caratteristiche dell'istituto
La dottrina del fair use è per tradizione considerata una esclusiva della legislazione degli Stati Uniti. In altre legislazioni di tradizione anglosassone è in vigore un principio simile: il fair dealing, più orientato agli usi didattici. Secondo tale tradizione, nelle legislazioni dell'Europa continentale il fair use non trovava applicazione. Tuttavia, anche su pressione statunitense, molti concetti del copyright anglosassone col tempo sono stati recepiti nel diritto dei singoli stati europei (la durata, ad esempio, si è innalzata dai 50 anni dalla morte dell'autore a 70 anni).
Allo stesso modo, i precetti del fair use hanno cominciato a farsi strada sia nella normativa dell'Unione europea, sia in quella dei singoli paesi. In Italia, l'unica norma assimilabile al fair use è l'articolo 70 della legge 633 del 1941, ma di essa la giurisprudenza dà un'interpretazione restrittiva.

## Storia
La prima legge sul copyright, lo Statuto d'Anna del 1709, non prevedeva specifiche sull'utilizzo legale di materiale protetto senza autorizzazione del titolare dei diritti, il che portò al caso Gyles v Wilcox del 1740, che introdusse la dottrina del fair abridgement, che prevedeva che un'opera, che sintetizzava materiale protetto, poteva essere considerata materiale originale se venivano dimostrati lo sforzo e l'originalità di quest'ultima. Questa dottrina, con il tempo, mutò nei moderni concetti di fair use e fair dealing: la sentenza del caso americano di Folsom v. Marsh del 1841 introdusse quello che sarebbe diventato il concetto di uso trasformativo, che si sarebbe rivelato fondamentale per distinguere la violazione di copyright dall'utilizzo leale.
Il concetto di fair use restò soltanto una pratica legale nel Common Law fino a quando non fu incorporata nell'ordinamento statunitense con il Copyright Act del 1976, che prevedeva "la riproduzione di materiale protetto" per la preparazione di "materiale derivativo basato su suddetto materiale". Negli anni a seguire, specialmente negli anni Novanta, il fair use divenne una tattica legale utilizzata per combattere l'estensione dell'utilizzo del copyright (nel 1998 venne introdotto il Copyright Term Extension Act), ritenuta eccessiva da molte associazioni delle libertà civili in materia elettronica.

## Nel mondo

### Africa
Nei paesi dove la trasmissione della cultura locale avviene principalmente in forma orale, come i paesi africani, lo stesso concetto di copyright viene percepito come un retaggio dei tempi coloniali o come un tentativo dei paesi "ricchi" di perpetuare i propri privilegi. Il fair use viene pertanto letto come una possibilità di attenuazione del problema della diffusione della alfabetizzazione e della cultura.

### Italia
Il senatore Mauro Bulgarelli ha interrogato il governo italiano sull'opportunità di estendere anche in Italia l'utilizzabilità del concetto del fair use per le attività didattiche e scientifiche. La deputata Anna Maria Cardano ha presentato analoga interrogazione presso la Camera dei deputati. Al parlamento sono stati presentati diversi disegni di legge per l'introduzione del fair use.
In risposta, il governo ha affermato che a seguito dell'entrata in vigore del decreto legislativo 9 aprile 2003, n. 68 («Attuazione della direttiva 2001/29/CE sull'armonizzazione di taluni aspetti del diritto d'autore e dei diritti connessi nella società dell'informazione»), il testo dell'articolo 70 della legge italiana sul diritto d'autore riprodurrebbe sostanzialmente il regime del fair use statunitense.

#### Il comma 1-bis, art. 70
Nel dicembre 2007, il Parlamento italiano, su proposta della Commissione Cultura della Camera presieduta da Pietro Folena, ha approvato il contestato comma 1 bis in estensione dell'art. 70 della Legge sul diritto d'autore effettivamente introdotto dalla Legge 9 gennaio 2008, n. 2, intitolata “Disposizioni concernenti la Societa’ italiana degli autori ed editori“:
«1-bis. È consentita la libera pubblicazione attraverso la rete internet, a titolo gratuito, di immagini e musiche a bassa risoluzione o degradate, per uso didattico o scientifico e solo nel caso in cui tale utilizzo non sia a scopo di lucro. Con decreto del Ministro per i beni e le attività culturali, sentiti il Ministro della pubblica istruzione e il Ministro dell'università e della ricerca, previo parere delle Commissioni parlamentari competenti, sono definiti i limiti all'uso didattico o scientifico di cui al presente comma».

#### Iniziativa per il comma 1-bis
Nel marzo 2008, il giurista Guido Scorza e l'editorialista Luca Spinelli hanno promosso un'iniziativa nazionale per definire il comma 1-bis e introdurre alcune ingenti liberalizzazioni nel diritto d'autore italiano.
L'iniziativa, sostenuta da personalità della ricerca e della politica italiana (Elio Veltri, Fiorello Cortiana, Mauro Bulgarelli, Salvatore Gaglio, Bruno Mellano e altri), ha portato a una proposta di Decreto attuativo presentata ai ministri per i beni e le attività culturali, della pubblica istruzione e dell'università e della ricerca.

#### La posizione dell'AGCOM
Nella proposta di direttiva sul diritto d'autore sul web l'Agcom ha chiarito che essa non si applicherà ai casi previsti dal fair use, che in tal modo, avrebbe un indiretto esempio di applicazione nel diritto italiano. L'indirizzo è stato ribadito dal presidente Calabrò.

### Stati Uniti d'America
Disposizioni sono contenute nel titolo 17, § 107, del Copyright Act sotto forma di clausola (la legge sul copyright statunitense). Il principio del fair use rende le opere protette da copyright disponibili al pubblico come materiale grezzo senza la necessità di autorizzazione, a condizione che tale libero utilizzo soddisfi le finalità della legge sul copyright, che la costituzione degli Stati Uniti d'America definisce come promozione "del progresso della scienza e delle arti utili" (I.1.8), o meglio dell'applicazione legale dei reclami di infrazione.
La dottrina tenta con ciò di equilibrare gli interessi dei titolari di diritti esclusivi con i benefici sociali o culturali che derivano dalla creazione e dalla distribuzione delle opere derivate. Nella misura in cui questa dottrina protegge forme di espressione che potrebbero diversamente venire a configurarsi come infrazioni del copyright, è stata posta in relazione con la protezione della libertà di parola sancita dal primo emendamento della costituzione statunitense.
Tesi a favore di un restringimento del fair use sono state sostenute dalla Copyright Alliance, che raggruppa molti dei soggetti che difendono interessi economici importanti. Per contro, la Computer & Communication Industry Association (CCIA) ha fatto richiesta alla Federal Trade Commission di chiarire la definizione di "fair use", al fine di evitare la confusione esistente anche sul piano legale. Secondo la tesi della CCIA, ciò che rende illecito il copiare non è l'attività in sé, ma il copiare a scopo di lucro.

#### I quattro fattori alla base delfair use[20]
La giurisprudenza statunitense ha elaborato quattro fattori, da valutare congiuntamente, per determinare un fair use, con l'avvertenza che un solo fattore non è da solo sufficiente per ammettere o escludere a priori gli altri:
1. L'oggetto e la natura dell'uso, in particolare se ha natura commerciale oppure didattica e senza scopo lucrativo;
2. La natura dell'opera protetta;
3. La quantità e l'importanza della parte utilizzata, in rapporto all'insieme dell'opera protetta;
4. Le conseguenze di questo uso sul mercato potenziale o sul valore dell'opera protetta.

#### La giurisprudenza
Negli Stati Uniti ha suscitato grande eco il caso di un video amatoriale che aveva come sottofondo un celebre brano musicale. Dopo un'aspra contesa, la magistratura ha ritenuto che fosse un caso legittimo di applicazione del principio del fair use.

### Unione europea
Nell'aprile 2007, il Parlamento europeo, riunito in seduta plenaria, ha votato una relazione che accoglie la proposta della Commissione europea di una nuova direttiva sul diritto d'autore (Ipred2) e, nello stesso tempo, introduce una serie di emendamenti.
Uno, in particolare, ricalcato sostanzialmente sul fair use statunitense, stabilisce che la riproduzione in copie, o su supporto audio, o con qualsiasi altro mezzo, a fini di critica, recensione, informazione, insegnamento (compresa la produzione di copie multiple per l'uso in classe), studio o ricerca, «non debba essere qualificato come reato» (nella versione inglese del testo si adopera proprio l'espressione “fair use”.

## Casi celebri

### Il caso Google BooksvsMicrosoft
Uno degli esempi più celebri di diversa lettura della normativa sul fair use è tra due colossi statunitensi della comunicazione sul web. Per Google, il fair use è la lecita riproduzione di stralci consistenti in qualche pagina di testi sotto copyright, come avviene nel suo servizio Google Books, rilanciato con la collaborazione di molte università statunitensi. L'iniziativa è invece contestata da Microsoft.

### Il caso tra Universal e DisneyvsSony
Un altro caso molto celebre nella giurisprudenza nordamericana è relativo all'applicazione del fair use relativo al video registratore Betamax (che permetteva all'utente di videoregistrare liberamente un programma radiotelevisivo o un film). La corte suprema, riformando la sentenza d'appello con una storica pronuncia nel 1984, affermò che il criterio del fair use dovesse essere interpretato come possibilità concessa ad un autore di fare un "uso ragionevole dei risultati realizzati da altri autori al fine di creare opere nuove"; sulla stregua di tale massima, concluse che l'utente che videoregistra deve essere considerato come un consumatore del materiale depositato e non come utilizzatore (nel senso del fair use).

### Il caso Napster
Alla fine degli anni '90, un sistema di condivisione di file peer-to-peer conosciuto come Napster divenne disponibile al grande pubblico. Questo nuovo rivoluzionario servizio ha stabilito connessioni tra i singoli computer e ha permesso loro di condividere file da tutto il mondo. Napster era unico al momento, siccome non controllava mai direttamente i file trasferiti ma forniva un mezzo attraverso il quale le persone potevano connettersi tra loro. Naturalmente le case discografiche hanno reagito negativamente alla condivisione delle loro canzoni e hanno fatto causa a Napster per violazione del copyright. Riprendendo il caso Sony, concluso con la decisione che la registrazione di un programma televisivo per la visione successiva non violava il copyright poiché il time shifting dello spettacolo era un uso trasformativo in uso corretto, Napster ha permesso ai proprietari di musica il time shifting dei propri file in un'altra posizione per far sì che le persone potessero avere un'anteprima dei brani acquistabili. Inoltre Napster ha messo in guardia gli utenti dalla violazione dei diritti d'autore e ha permesso il download di molti file che non erano protetti da copyright, come ha sottolineato Patricia Jacobis nel suo articolo di CNET "Prova di Napster sulla nuova legge sul copyright". Gli avvocati di Napster hanno sottolineato tutti questi argomenti e altri, ma alla fine la sentenza del tribunale ha riscontrato che Napster era in violazione di quattro fattori di fair use. In primo luogo, il carattere e lo scopo sono stati giudicati ingiusti a causa del ripetuto download di file molte migliaia di volte, nonostante il fatto che non si siano verificate vendite. Inoltre sul sito sono stati in genere scaricati interi brani protetti da copyright, il che era più che sufficiente a violare l'importo consentito dal fair use. Alla fine, il tribunale ha stabilito che Napster potrebbe ridurre le vendite record dei brani scaricati, violando il quarto fattore di fair use.

### Il caso YouTube
Molti dei filmati posti sul noto sito YouTube invocano il fair use per legittimare l'uso di brani coperti da copyright. Nelle stesse linee guida dettate da YouTube, dopo aver elencato i casi in cui si è di fronte ad una chiara violazione del copyright, sono indicati casi particolari nei quali si potrebbe legittimamente invocare il fair use, ma viene lasciata la responsabilità della scelta all'utente.
Il programma Content ID tuttavia permette ai titolari dei contenuti di verificarne l'effettivo rispetto del copyright; d'altro canto YouTube permette anche agli autori al quale è stata notificata una rivendicazione di Content ID la contestazione della stessa, previa verifica della effettiva legittimità di utilizzo del contenuto rivendicato, in linea con la tutela del fair use sulla piattaforma.
Per le proprie linee guida, YouTube è stata oggetto di alcuni processi intentati da autori che reputavano violati i propri diritti d'autore.

### Il caso The New York Times vs OpenAI
Nel dicembre 2023 il The New York Times ha intentato una causa nei confronti di OpenAI per l’utilizzo di articoli per l’addestramento di modelli di intelligenza artificiale. 
In particolare, il Times ha lamentato una concorrenza sleale nei loro confronti. Di fatto sono stati utilizzati e riprodotti milioni di articoli per addestrare i modelli di intelligenza artificiale, oltre che per l’addestramento, anche gli output sembrano non rispettare le regole definite del Copyright. Infatti a volte  sono copie quasi letterali o riassunti molto dettagliati di articoli giornalistici. Per il Times, OpenAI, sta essenzialmente costruendo un prodotto commerciale multimiliardario sfruttando gratuitamente il frutto dei milioni di dollari che le testate giornalistiche investono ogni anno in: reportage, corrispondenti, stipendi e costi di redazione.
OpenAI, invece, per la sua difesa ha citato alcuni articoli della sezione 17 (Copyright Law) del U.S. Code. Come difesa principale l'associazione ha fatto riferimento alla disposizione legislativa del Fair Use, secondo cui l’uso di contenuti protetti da diritti d’autore è consentito se pensato a scopo di insegnamento, critica o informazione.
Essendo gli articoli di giornale sfruttati per l’addestramento, processo in cui una grande quantità di informazioni viene analizzata per addestrare un modello di intelligenza artificiale a comprendere meglio il linguaggio umano, per OpenAI questo uso è considerato corretto, in quanto trasformativo e non di mera riproduzione del contenuto.
Il processo è ancora in corso, con l’interpretazione e applicazione di questa disposizione legislativa la conclusione di questo caso rappresenterà un riferimento per dispute legali future nel contesto  dell' IA generativa.